# Camilla Mingardi
Camilla Mingardi (ur. 19 października 1997 w Brescii) – włoska siatkarka, grająca na pozycji atakującej. 

## Sukcesy klubowe
Puchar CEV:
- 2023[1]

Liga Mistrzyń:
- 2025[2]

## Sukcesy reprezentacyjne
Liga Narodów:
- 2024[3]